# Phenix (Virginia)
Phenix è un comune degli Stati Uniti d'America, situato nello Stato della Virginia, nella Contea di Charlotte.